# Volta a la Comunitat Valenciana 2024
La Volta a la Comunitat Valenciana 2024, settantacinquesima edizione della corsa e valevole come seconda prova dell'UCI ProSeries 2024 categoria 2.Pro, si svolse in 5 tappe dal 31 gennaio al 4 febbraio 2024, su un percorso di 759,2 km, con partenza da Benicàssim e arrivo a Valencia, in Spagna. La vittoria fu appannaggio dello statunitense Brandon McNulty, il quale completò il percorso in 17h52'34", alla media di 43,486 km/h, precedendo il colombiano Santiago Buitrago ed il russo Aleksandr Vlasov.

## Tappe
| Tappa  | Data        | Percorso                              | km    | Vincitore di tappa | Leader cl. generale |
| ------ | ----------- | ------------------------------------- | ----- | ------------------ | ------------------- |
| 1ª     | 31 gennaio  | Benicàssim > Castellón de la Plana    | 167   | Alessandro Tonelli | Alessandro Tonelli  |
| 2ª     | 1º febbraio | Canals > Mancomunitat de la Valldigna | 162,7 | Matej Mohorič      | Alessandro Tonelli  |
| 3ª     | 2 febbraio  | San Vicente del Raspeig > Orihuela    | 161,3 | Jonathan Milan     | Alessandro Tonelli  |
| 4ª     | 3 febbraio  | Teulada > Vall de Ebo                 | 175,2 | Brandon McNulty    | Brandon McNulty     |
| 5ª     | 4 febbraio  | Bétera > Valencia                     | 93    | William Barta      | Brandon McNulty     |
| Totale | Totale      | Totale                                | 759,2 |                    |                     |

## Squadre e corridori partecipanti
| N.    | Cod. | Squadra                |
| ----- | ---- | ---------------------- |
| 1-7   | IWA  | Intermarché-Wanty      |
| 11-17 | BOH  | Bora-Hansgrohe         |
| 21-27 | UAD  | UAE Team Emirates      |
| 31-37 | MOV  | Movistar Team          |
| 41-47 | TBV  | Bahrain Victorious     |
| 51-57 | LTK  | Lidl-Trek              |
| 61-67 | JAY  | Team Jayco AlUla       |
| 71-77 | EUS  | Euskaltel-Euskadi      |
| 81-87 | CJR  | Caja Rural-Seguros RGA |

| N.      | Cod. | Squadra                       |
| ------- | ---- | ----------------------------- |
| 91-97   | Q36  | Q36.5 Pro Cycling Team        |
| 101-107 | EKP  | Equipo Kern Pharma            |
| 111-117 | BBH  | Burgos-BH                     |
| 121-127 | VBF  | VF Group-Bardiani CSF-Faizanè |
| 131-137 | TNN  | Team Novo Nordisk             |
| 141-147 | BWB  | Bingoal WB                    |
| 151-157 | PTK  | Team Polti Kometa             |
| 161-167 | IBA  | Illes Balears Arabay Cycling  |
| 171-177 | PEC  | Project Echelon Racing        |

## Dettagli delle tappe

### 1ª tappa
- 31 gennaio: Benicàssim > Castellón de la Plana – 167 km

Risultati
| Pos. | Corridore          | Squadra  | Tempo    |
| ---- | ------------------ | -------- | -------- |
| 1    | Alessandro Tonelli | Bardiani | 4h04'34" |
| 2    | Manuele Tarozzi    | Bardiani | s.t.     |
| 3    | Oier Lazkano       | Movistar | a 1'09"  |

| Pos. | Corridore          | Squadra  | Tempo    |
| ---- | ------------------ | -------- | -------- |
| 1    | Alessandro Tonelli | Bardiani | 4h04'22" |
| 2    | Manuele Tarozzi    | Bardiani | a 3"     |
| 3    | Oier Lazkano       | Movistar | a 1'17"  |

### 2ª tappa
- 1º febbraio: Canals > Mancomunitat de la Valldigna – 162,7 km

Risultati
| Pos. | Corridore        | Squadra | Tempo    |
| ---- | ---------------- | ------- | -------- |
| 1    | Matej Mohorič    | Bahrain | 3h47'47" |
| 2    | Giovanni Lonardi | Polti   | a 13"    |
| 3    | Simone Consonni  | Lidl    | s.t.     |

| Pos. | Corridore           | Squadra  | Tempo    |
| ---- | ------------------- | -------- | -------- |
| 1    | Alessandro Tonelli  | Bardiani | 7h52'22" |
| 2    | Matej Mohorič       | Bahrain  | a 1'08"  |
| 3    | Felix Großschartner | UAE      | a 1'28"  |

### 3ª tappa
- 2 febbraio: San Vicente del Raspeig > Orihuela – 161,3 km

Risultati
| Pos. | Corridore        | Squadra     | Tempo    |
| ---- | ---------------- | ----------- | -------- |
| 1    | Jonathan Milan   | Lidl        | 3h42'04" |
| 2    | Arne Marit       | Intermarché | s.t.     |
| 3    | Giovanni Lonardi | Polti       | s.t.     |

| Pos. | Corridore           | Squadra  | Tempo     |
| ---- | ------------------- | -------- | --------- |
| 1    | Alessandro Tonelli  | Bardiani | 11h34'26" |
| 2    | Matej Mohorič       | Bahrain  | a 1'08"   |
| 3    | Felix Großschartner | UAE      | a 1'28"   |

### 4ª tappa
- 3 febbraio: Teulada > Vall de Ebo – 175,2 km

Risultati
| Pos. | Corridore         | Squadra | Tempo    |
| ---- | ----------------- | ------- | -------- |
| 1    | Brandon McNulty   | UAE     | 4h08'21" |
| 2    | Santiago Buitrago | Bahrain | a 12"    |
| 3    | Aleksandr Vlasov  | Bora    | s.t.     |

| Pos. | Corridore         | Squadra | Tempo     |
| ---- | ----------------- | ------- | --------- |
| 1    | Brandon McNulty   | UAE     | 15h44'08" |
| 2    | Santiago Buitrago | Bahrain | a 14"     |
| 3    | Aleksandr Vlasov  | Bora    | a 17"     |

### 5ª tappa
- 4 febbraio: Bétera > Valencia – 93 km

Risultati
| Pos. | Corridore      | Squadra     | Tempo    |
| ---- | -------------- | ----------- | -------- |
| 1    | William Barta  | Movistar    | 2h08'18" |
| 2    | Jonathan Milan | Lidl        | a 8"     |
| 3    | Vito Braet     | Intermarché | s.t.     |

| Pos. | Corridore         | Squadra | Tempo     |
| ---- | ----------------- | ------- | --------- |
| 1    | Brandon McNulty   | UAE     | 17h52'34" |
| 2    | Santiago Buitrago | Bahrain | a 14"     |
| 3    | Aleksandr Vlasov  | Bora    | a 17"     |

## Evoluzione delle classifiche
| Tappa              | Vincitore          | Classifica generale Maglia gialla | Classifica a punti Maglia verde | Classifica scalatori Maglia a pois | Classifica giovani Maglia bianca | Classifica a squadre          |
| ------------------ | ------------------ | --------------------------------- | ------------------------------- | ---------------------------------- | -------------------------------- | ----------------------------- |
| 1ª                 | Alessandro Tonelli | Alessandro Tonelli                | Alessandro Tonelli              | Gorka Sorarrain                    | Oier Lazkano                     | VF Group-Bardiani CSF-Faizanè |
| 2ª                 | Matej Mohorič      | Alessandro Tonelli                | Matej Mohorič                   | Gorka Sorarrain                    | Santiago Buitrago                | VF Group-Bardiani CSF-Faizanè |
| 3ª                 | Jonathan Milan     | Alessandro Tonelli                | Jonathan Milan                  | Gorka Sorarrain                    | Santiago Buitrago                | VF Group-Bardiani CSF-Faizanè |
| 4ª                 | Brandon McNulty    | Brandon McNulty                   | Jonathan Milan                  | Mikel Bizkarra                     | Santiago Buitrago                | Bahrain Victorious            |
| 5ª                 | William Barta      | Brandon McNulty                   | Jonathan Milan                  | Mikel Bizkarra                     | Santiago Buitrago                | Bahrain Victorious            |
| Classifiche finali | Classifiche finali | Brandon McNulty                   | Jonathan Milan                  | Mikel Bizkarra                     | Santiago Buitrago                | Bahrain Victorious            |

Maglie indossate da altri ciclisti in caso di due o più maglie vinte
- Nella 2ª tappa Manuele Tarozzi ha indossato la maglia verde al posto di Alessandro Tonelli.

## Classifiche finali

### Classifica generale - Maglia gialla
| Pos. | Corridore           | Squadra  | Tempo     |
| ---- | ------------------- | -------- | --------- |
| 1    | Brandon McNulty     | UAE      | 17h52'34" |
| 2    | Santiago Buitrago   | Bahrain  | a 14"     |
| 3    | Aleksandr Vlasov    | Bora     | a 17"     |
| 4    | Alessandro Tonelli  | Bardiani | a 20"     |
| 5    | Jai Hindley         | Bora     | a 34"     |
| 6    | Pello Bilbao        | Bahrain  | s.t.      |
| 7    | Felix Großschartner | UAE      | a 36"     |
| 8    | Rainer Kepplinger   | Bahrain  | a 54"     |
| 9    | Javier Romo         | Movistar | a 57"     |
| 10   | Welay Berhe         | Jayco    | a 58"     |

### Classifica a punti - Maglia verde
| Pos. | Corridore        | Squadra  | Tempo |
| ---- | ---------------- | -------- | ----- |
| 1    | Jonathan Milan   | Lidl     | 57    |
| 2    | Matej Mohorič    | Bahrain  | 46    |
| 3    | Filippo Fiorelli | Bardiani | 38    |
| 4    | Giovanni Lonardi | Polti    | 36    |
| 5    | Simone Consonni  | Lidl     | 28    |

### Classifica scalatori - Maglia a pois
| Pos. | Corridore         | Squadra    | Punti |
| ---- | ----------------- | ---------- | ----- |
| 1    | Mikel Bizkarra    | Euskaltel  | 18    |
| 2    | Gorka Sorarrain   | Caja Rural | 15    |
| 3    | William Barta     | Movistar   | 12    |
| 4    | Jokin Murguialday | Caja Rural | 12    |
| 5    | Brandon McNulty   | UAE        | 10    |

### Classifica giovani - Maglia bianca
| Pos. | Corridore         | Squadra  | Tempo     |
| ---- | ----------------- | -------- | --------- |
| 1    | Santiago Buitrago | Bahrain  | 17h52'48" |
| 2    | Javier Romo       | Movistar | a 43"     |
| 3    | Welay Berhe       | Jayco    | a 44"     |
| 4    | Giovanni Aleotti  | Bora     | a 1'06"   |
| 5    | Davide Piganzoli  | Polti    | a 1'08"   |

### Classifica a squadre
| Pos. | Squadra            | Tempo     |
| ---- | ------------------ | --------- |
| 1    | Bahrain Victorious | 53h39'19" |
| 2    | UAE Team Emirates  | a 34"     |
| 3    | Bora-Hansgrohe     | a 39"     |
| 4    | Team Jayco AlUla   | a 3'00"   |
| 5    | Team Polti Kometa  | a 3'31"   |